# Гузик, Гжегож
Гжегож Гу́зик (пол. Grzegorz Guzik; род. 20 августа 1991, Суха-Бескидзка, Бельское воеводство) — польский биатлонист, участник Зимних Олимпийских игр в Сочи в 2014 году. Член мужской сборной Польши по биатлону.

## Биография
На этапах Кубка мира впервые выступил в сезоне 2013/2014. Дебют состоялся 14 декабря 2013 года во французском Анси. В спринтерской гонке Гузик, допустив 4 промаха, занял последнее 101-е место.
В июле 2014 года женился на лидере женской сборной Польши по биатлону Кристине Палке.

### Участие в Олимпийских играх
| Год  | Место проведения | Спринт | Гонка преследования | Индивидуальная гонка | Масс-старт | Эстафета | Смешанная эстафета |
| ---- | ---------------- | ------ | ------------------- | -------------------- | ---------- | -------- | ------------------ |
| 2014 | Сочи             | 85     | —                   | 86                   | —          | —        | —                  |